# O Batedor de Carteiras
O Batedor de Carteiras é um filme brasileiro de 1958, do gênero comédia, dirigido por Aloísio T. de Carvalho.

## Elenco
| Ator               | Papel                 |
| ------------------ | --------------------- |
| Zé Trindade        | Benedito              |
| Violeta Ferraz     | Dona Ernesta          |
| Neide Landi        | Conchita              |
| Antônio Carlos     | Roberto               |
| Armando Nascimento | Comandante Albaralhão |
| Hélio Colonna      | Príncipe Alikate      |
| Nancy Wanderley    | Ernestina             |
| Maysa              | Ela Mesma             |
| Henriqueta Brieba  |                       |
| José Mafra         |                       |